# Маја Николић (глумица)
Маја Николић (Смедерево, 13. мај 1988) српска је позоришна, телевизијска, филмска и гласовна глумица.

## Биографија
Основне студије глуме завршила 2011. године на Академији уметности у Новом Саду, у класи професора Бориса Исаковића и мастер студије 2012. године, у класи госта професора Томија Јанежича, а под менторством професора Бориса Исаковића.
Дипломирала је основне студије глуме играјући у представи "Road" Џима Картрајта, у режији Бориса Исаковића и Милоша Пушића, у Српском народном позоришту у Новом Саду и мастер студије са монодрамом "Лилика" Драгослава Михаиловића. Играла је у Српском народном позоришту у Новом Саду и Народном позоришту у Београду.
Учествовала је на разним фестивалима. Добитница је награде 2013. године „Сигридруг“, прво место за глумца извођача на 22. фестивалу монодраме за децу „Змајеве дечије игре“ у Позоришту младих у Новом Саду. Позајмила је свој глас у цртаним филмовима за студије Лаудворкс, Соло, Ливада Београд и Облакодер.

## Позориште
| Представа                 | Улога   | Режија              | Позориште                             |
| ------------------------- | ------- | ------------------- | ------------------------------------- |
| Госпођа министарка        |         | Радослав Миленковић | Српско народно позориште у Новом Саду |
| Ивона, кнегиња Бургундска |         | Радослав Миленковић | Српско народно позориште у Новом Саду |
| Халфлајф                  |         | Саша Перић          | Српско народно позориште у Новом Саду |
| Дама са камелијама        |         | Југ Радивојевић     | Народно позориште у Београду          |
| Народни посланик          | Даница  | Михаило Лаптошевић  | Позориште лектира "Владимир Јевтовић" |
| Три гроша                 | Ариција | Ана Поповић         | КЦ Рекс                               |
| ФЕДРА                     |         | Ана Поповић         | КЦ Рекс                               |

## Филмографија[1]
| Год.       | Назив                         | Улога         |
| ---------- | ----------------------------- | ------------- |
| 2016.      |                               | Крадљивац 1   |
| 2018.      |                               |               |
| 2018.      | Патуљци са насловних страна   | Сестра 1      |
| 2018-2024. | Ургентни центар (сезоне 2-4)  | сестра Маја   |
| 2021.      | Бележница професора Мишковића | Клошарка Нада |
| 2022.      | 9-5                           |               |
| 2022.      | Клан                          | Лола          |
| 2024.      | Лектижер                      |               |

## Синхронизација
| Година     | Серија                                 | Лик                            | Студио         |
| ---------- | -------------------------------------- | ------------------------------ | -------------- |
| 2015.      | Кикорики: Пин-код (сезона 1)           | споредне улоге                 | Лаудворкс      |
| 2018.      | Ралф растура интернет                  | Златокоса                      | Ливада Београд |
| 2020.      | Гормити                                | Ао-ки, Сиран                   | Облакодер      |
| 2020-2021. | Тоботи (сезоне 3-4)                    | Енџела                         | Облакодер      |
| 2020.      | Бакуган: Планета битке (епизоде 27-50) | Пегатрикс, Софи Џадсон Ворфилд | Облакодер      |
| 2020.      | Породице Силванијан                    | Лулу, Тифани итд.              | Облакодер      |
| 2021-2023. | Винкс (сезоне 4, 8)                    | Блум, приповедач               | Облакодер      |
| 2021.      | Рев и Рол                              | Ејвери                         | Облакодер      |
| 2021.      | Бакуган: Оклопни савез                 | Вероника Венегас               | Облакодер      |
| 2021.      | Кинди кидс                             | Фрижидерко, Маца Вагица        | Облакодер      |
| 2021.      | Кикорики: Пин-код (сезона 2)           | Њуша                           | Облакодер      |
| 2021.      | Супермонструми                         | Клео Грејвс                    | Облакодер      |
| 2021.      | ВеВелс                                 |                                | Облакодер      |
| 2021.      | Уздизање нинџа корњача (С2)            | Кендра итд.                    | Облакодер      |
| 2022.      | Бит бубе                               |                                | Облакодер      |
| 2022-2023. | Моћни ренџери: Дино закон              | Амелија                        | Облакодер      |
| 2022.      | Зуцко Зу и пријатељи                   |                                | Облакодер      |
| 2022.      | Мој мали пони: Нова генерација         | Сјајно Перо                    | Облакодер      |
| 2022.      | Рејнбоу хај                            | Амаја                          | Облакодер      |
| 2022.      | Соник Бум                              | Ејми Роуз                      | Облакодер      |
| 2023.      | Руби, тинејџерка морско чудовиште      | додатни гласови                | Соло           |
| 2023.      | Фили Фантазија                         | Абра                           | Облакодер      |
| 2024.      | ЛОЛ: Кућа изненађења                   | Лејди Дива                     | Облакодер      |
| 2025.      | Тобот: Даедо хероји                    | Валери, госпођа Ли итд.        | Студио         |